# Одна серед людей
«Одна серед людей» — радянський художній фільм 1973 року, знятий режисером Камілом Ярматовим на кіностудії «Узбекфільм».

## Сюжет
Про трагічну долю видатної узбецької поетеси та громадську діячку XIX століття Надіри, яка була матір'ю правителя Коканда.

## У ролях
- Сайрам Ісаєва — Надіра Бегім
- Баба Аннанов — Усто Каландар
- Анвара Алімова — мати Каландара
- Абдужаліл Бурібаєв — Мухаммед Алі-Хан
- Тургун Азізов — емір Насрулла
- Бімболат Ватаєв — Абдувалі
- Ташходжа Ходжаєв — Ягдарбек
- Вахаб Абдуллаєв — Надірхан
- Аббас Бакіров — Рустамбек Тускаба
- Набі Рахімов — Фаттах Нажметдін
- Бахтійор Іхтіяров — Рахімджан
- Туган Режаметов — Шералі
- Джавлон Хамраєв — повстанець
- Улугбек Абдуллаєв — епізод
- Турсун Імінов — гончар
- Максуд Атабаєв — епізод
- Яхйо Файзуллаєв — візир
- Хабіб Наріманов — епізод
- Сабір Вахідов — епізод
- А. Мухамедов — епізод
- Іногам Адилов — епізод
- Максуд Мансуров — епізод
- Сайдісок Азімов — епізод
- Меліс Абзалов — шпигун Нодри

## Знімальна група
- Режисер — Каміл Ярматов
- Сценарист — Михайло Мелкумов
- Оператори — Мирон Пенсон, Трайко Ефтимовський
- Композитор — Руміль Вільданов
- Художник — Валентин Синиченко